# Frontières de la Bulgarie

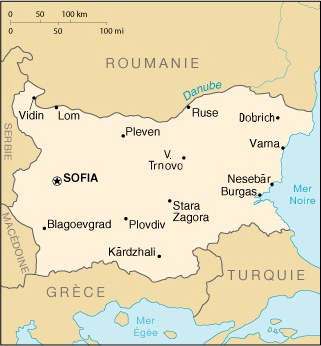
Carte de la Bulgarie (en clair), mettant en évidence ses frontières terrestres avec les pays voisins.

Cet article recense les frontières de Bulgarie.

## Frontières

### Frontières terrestres
La Bulgarie partage des frontières terrestres avec ses 5 pays voisins, la Grèce, la Macédoine du Nord, la Roumanie (en majorité sur le talweg du Danube), la Serbie et la Turquie, pour un total de 2 163 km.

### Frontières maritimes
La Bulgarie possédant une façade maritime à l'est pays, sur la mer Noire, des délimitations y existent avec 2 pays limitrophes :
- Roumanie ;
- Turquie.

### Récapitulatif
Le tableau suivant récapitule l'ensemble des frontières de la Bulgarie :
| Pays      | Terre (km) | Mer (km) | Total (km) | Notes |
| --------- | ---------- | -------- | ---------- | --- |
| Grèce     | 494        | —        | 494        | Fixée par les traités de Neuilly (1919) et de Paris (1947) |
| Macédoine | 148        | —        | 148        | Fixée (à l'époque avec la Yougoslavie) par les traités de Neuilly (1919) et de Paris (1947)                                                                           |
| Roumanie  | 609        | 22       | 631        | Fixée en 1878 par le Congrès de Berlin |
| Serbie    | 318        | —        | 318        | Fixée (à l'époque avec la Yougoslavie) par les traités de Neuilly (1919) et de Paris (1947)                                                                           |
| Turquie   | 240        | 332      | 572        | Tracé terrestre fixé à l'Est par le traité de Bucarest (1913) et au Sud par celui de Neuilly (1919) ; tracé maritime délimité par traité bilatéral le 4 décembre 1997 |
| Total     | 1 809      | 354      | 2 163      | Aucun litige ne concerne les frontières de la Bulgarie |